# Planalto de Cátaro
Cátaro ou Khataro é um planalto da serra de Dícti, na parte oriental da ilha de Creta, que faz parte da unidade regional de Lasíti e do município de Ágios Nikolaos.
Situa-se 16 km a oeste da vila de Kritsa, 12 km a leste do planalto de Lasíti e 26 km a oeste de Ágios Nikolaos (distâncias por estrada), a uma altitude média de 1 200 m acima do nível do mar. Tem aproximadamente 4 km de comprimento e 1,5 km de largura. A oeste de Cátaro estão os picos de Spathi (2 148 m) e Lazaros (2 085 m), e a nordeste e leste estão os picos Tsivi (1 665 m) e Platia Koryfi (1 485 m). As águas do planalto são drenadas através do desfiladeiro de Havgas para o muito maior planalto de Lasíti, ou seja, Cátaro faz parte da bacia hidrográfica do rio Aposelemis.
Devido à sua altitude o planalto não é habitado no inverno, mas no verão tem cerca de 500 habitantes, principalmente pastores e os donos e empregados de algumas tavernas (restaurantes), que se concentram sobretudo na pequena aldeia de Cátaro. O solo fértil é usado para a produção de legumes, batatas e frutas (uvas, peras e  maçãs).